# Dyliżans (film)

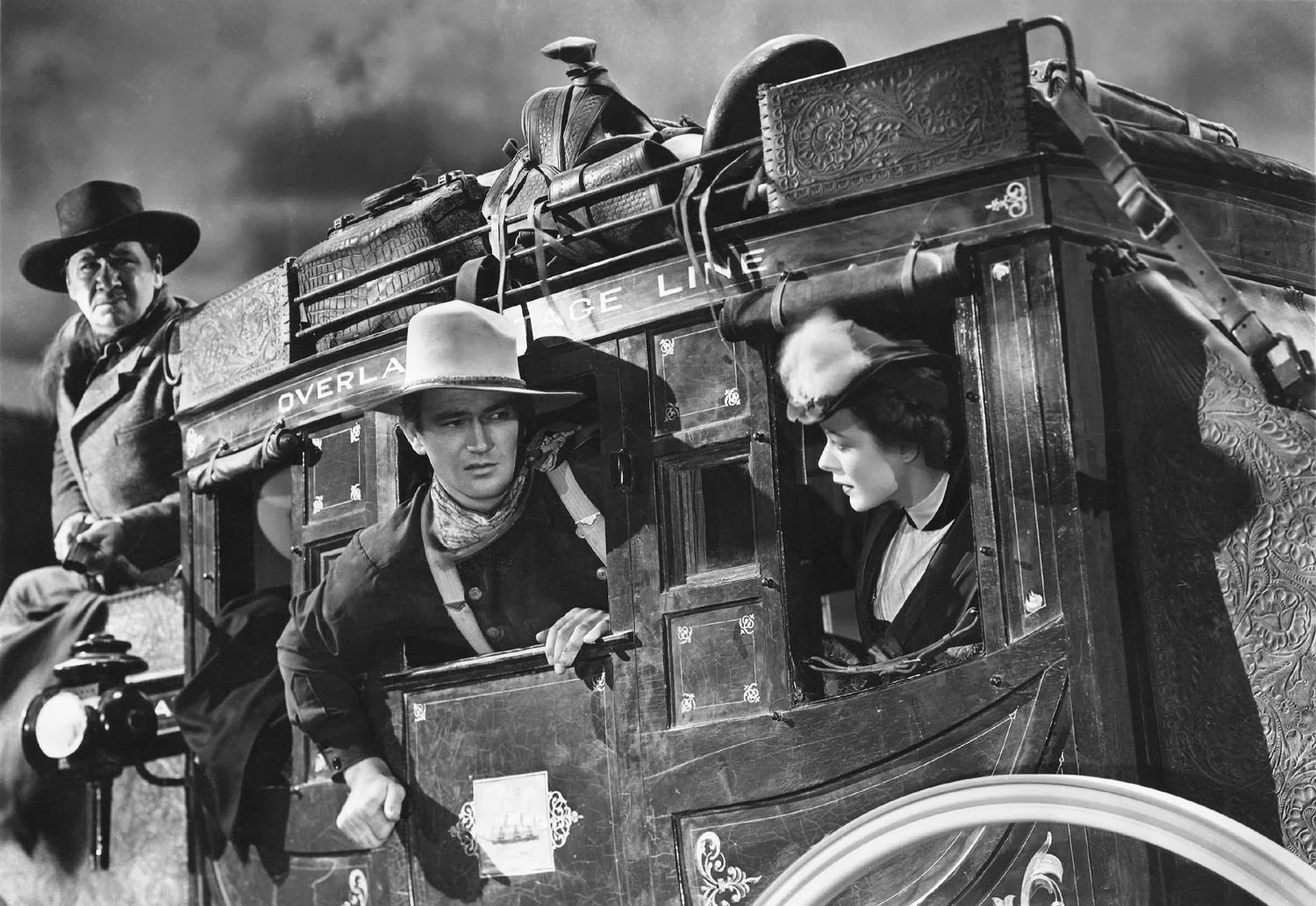
Scena z filmu

Dyliżans (ang. Stagecoach) – film produkcji amerykańskiej w reżyserii Johna Forda z roku 1939. Jeden z najsłynniejszych klasycznych westernów. Film jest adaptacją opowiadania Dyliżans do Lordsburga Ernesta Haycoxa.
Dyliżans był pierwszym filmem Forda zrealizowanym w Monument Valley (powracał tam, by kręcić westerny przez ponad 25 lat). Film był także początkiem współpracy między Johnem Fordem a Johnem Wayne’em.

## Fabuła
Film rozpoczyna się w momencie, kiedy grupka bohaterów wyrusza w podróż dyliżansem z małego miasteczka Tonto w Arizonie do Lordsburga w Nowym Meksyku. Jeszcze przed wyruszeniem pasażerowie dowiadują się, że z rezerwatu zbiegł słynny przywódca Apaczów, Geronimo, który zmobilizował swoich ziomków i grasuje w okolicy. W każdej chwili spodziewać się można jego ataku. Nie zrażeni tą wiadomością bohaterowie decydują się jechać. Wśród podróżnych znajduje się Lucy Mallory, żona oficera, spodziewająca się dziecka, która jedzie do fortu, położonego na drodze do Lordsburga, gdzie ma spotkać się ze swoim mężem. Drugim pasażerem jest stateczny bankier Gatewood, a trzecim sprzedawca napojów alkoholowych, pan Peacock. Oprócz tego w dyliżansie jedzie też lekarz, doktor Boone, który dawno stracił prawo do wykonywania zawodu z powodu alkoholizmu. Kolejnym pasażerem jest Hatfield, zawodowy szuler. Tym samym dyliżansem podróżuje też panna Dallas, dziewczyna lekkich obyczajów, wyrzucona z miasteczka przez zgorszonych jej profesją mieszkańców. Szeryf Wilcox zasiada na koźle, obok woźnicy. Udaje się w podróż, gdyż sądzi, że uda mu się ująć zbiegłego z więzienia Ringo Kida, który poprzysiągł zemstę nad mordercami swego ojca i brata, braćmi Plummerami. Przewidywania stróża prawa sprawdzają się: rzeczywiście na drodze jadącego dyliżansu pojawia się Ringo Kid we własnej osobie.
W miarę upływu akcji, fabuła filmu stawia bohaterów w sytuacjach, które zmuszają ich do nieustannego dokonywania wyboru. W toku dramatycznych zdarzeń obnażają się prawdziwe charaktery jadących osób. Szuler ginie z godnością wielkiego pana, bandyta okazuje się rycerski, dziewczyna lekkich obyczajów zaś zasługuje swym postępowaniem na większy szacunek niż małomiasteczkowe bigotki. Notoryczny pijaczyna odrodzi się, pomagając przy porodzie, szacowny bankier okaże się zaś defraudantem pokaźnej sumy pieniędzy i łotrem bez skrupułów. Szeryf ostatecznie przymknie oczy na poczynania Ringo Kida, pozwoli mu rozprawić się z Plummerami i odjechać wraz z Dallas, zamiast sprowadzać go z powrotem do więzienia.

## Obsada
- Claire Trevor – Dallas
- John Wayne – Ringo Kid
- Andy Devine – Buck
- John Carradine – Hatfield
- Thomas Mitchell – dr Josiah Boone
- Louise Platt – Lucy Mallory
- George Bancroft – szeryf Curly Wilcox
- Donald Meek – Samuel Peacock
- Berton Churchill – Henry Gatewood
- Tim Holt – porucznik Blanchard

## Inne informacje
- W 1966 roku został zrealizowany kolorowy remake filmu, pod tytułem Ringo Kid[3].
- W 1995 roku, z okazji stulecia narodzin kina, film znalazł się na watykańskiej liście 45 filmów fabularnych, które propagują szczególne wartości religijne, moralne lub artystyczne[4][5].